# WNBA 2021
Die Saison 2021 war die 25. Saison der Women’s National Basketball Association (WNBA). Die reguläre Saison begann am 14. Mai 2021. Nach Abschluss der regulären Saison, die bis zum 19. September 2021 lief, wurden die Playoffs um die WNBA-Meisterschaft durchgeführt. Wie viele andere Sportveranstaltungen des Jahres führte die COVID-19-Pandemie zu Anpassungen des Zeitplans.

## Reguläre Saison

### Modus
Die 12 WNBA-Mannschaften sind in zwei Conferences aufgeteilt, wobei die Eastern Conference und die Western Conference jeweils sechs Mannschaften umfassen. Insgesamt sollte jede Mannschaft im Verlauf der regulären Saison 36 Saison-Spiele bestreiten, davon jede Mannschaft die Hälfte der Spiele zu Hause bzw. auswärts. Dies hätte eine Erhöhung um zwei Spiele der sein vielen Saisons üblichen 34 Spiele bedeutet. Aufgrund der COVID-19-Pandemie wurde die Zahl der Spiele auf 32 reduziert. Dies waren 10 Spiele mehr als in der Vorsaison. Außerdem wurden die Spiele nicht mehr an einem zentralen Ort ausgetragen.

### Abschlusstabellen
Erläuterungen:     = Playoff-Qualifikation,     = Conference-Sieger
| Pl     | Team               | Sp | S  | N  | %    | GB | Heim | Auswärts |
| ------ | ------------------ | -- | -- | -- | ---- | -- | ---- | -------- |
| 1 (1)  | Connecticut Sun    | 32 | 26 | 6  | 81,3 | -  | 15:1 | 11:5     |
| 2 (6)  | Chicago Sky        | 32 | 16 | 16 | 50   | 10 | 6:10 | 10:6     |
| 3 (8)  | New York Liberty   | 32 | 12 | 20 | 37,5 | 14 | 7:9  | 5:11     |
| 4 (9)  | Washington Mystics | 32 | 12 | 20 | 37,5 | 14 | 8:8  | 4:12     |
| 5 (11) | Atlanta Dream      | 32 | 8  | 24 | 25   | 18 | 4:12 | 4:12     |
| 6 (12) | Indiana Fever      | 32 | 6  | 26 | 18,8 | 20 | 4:12 | 2:14     |

| Pl     | Team               | Sp | S  | N  | %    | GB | Heim | Auswärts |
| ------ | ------------------ | -- | -- | -- | ---- | -- | ---- | -------- |
| 1 (2)  | Las Vegas Aces     | 32 | 24 | 8  | 75   | −  | 13:3 | 11:5     |
| 2 (3)  | Minnesota Lynx     | 32 | 22 | 10 | 68,8 | 2  | 13:3 | 9:7      |
| 3 (4)  | Seattle Storm      | 32 | 21 | 11 | 65,6 | 3  | 11:5 | 10:6     |
| 4 (5)  | Phoenix Mercury    | 32 | 19 | 13 | 59,4 | 5  | 7:9  | 12:4     |
| 5 (7)  | Dallas Wings       | 32 | 14 | 18 | 43,8 | 10 | 7:9  | 7:9      |
| 6 (10) | Los Angeles Sparks | 32 | 12 | 20 | 37,5 | 12 | 8:8  | 4:12     |

## Playoffs

### Modus
In den Playoffs starten die acht Teams der Liga mit den meisten Erfolgen in der regulären Saison. Diese werden entsprechend der Bilanz von eins bis acht gesetzt. In der ersten Runde empfängt die Nummer 5 die Nummer 8 und die Nummer 6 die Nummer 7 jeweils in einer entscheidenden Partie. Die besten Vier haben in dieser Runde ein Freilos. In der zweiten Runde empfängt die Nummer 3 den niedriger gesetzten Sieger aus der ersten Runde und die Nummer 4 den höher gesetzten Sieger aus der ersten Runde. Diese Runde wird auch ein einem Spiel entschieden und die beiden ersten Teams haben auch hier ein Freilos. In der dritten Runde (Halbfinale) trifft die Nummer 1 auf den niedriger gesetzten Sieger aus der zweiten Runde und die Nummer 2 den höher gesetzten Sieger aus der zweiten Runde. Der Sieger dieser Playoff-Serien erreichen die WNBA-Finals. Das Halbfinale und das Finale werden im Best-of-Five-Modus ausgetragen, das heißt, dass ein Team drei Siege zum Erfolg benötigt. Die Mannschaft mit der besseren Bilanz hat dabei in allen Duellen immer den Heimvorteil. Bei Spielen, die nach der regulären Spielzeit von 40 Minuten unentschieden bleiben, folgt die Verlängerung. Die Viertel dauern weiterhin zehn Minuten und es wird so lange gespielt bis eine Mannschaft nach Ende einer Verlängerung mehr Punkte als die gegnerische Mannschaft erzielt hat.

### Playoff-Baum
| 1. Runde | 1. Runde         | 1. Runde |  |  | 2. Runde | 2. Runde        | 2. Runde |   |                 | Halbfinale | Halbfinale      | Halbfinale |   |             | WNBA-Finale | WNBA-Finale     | WNBA-Finale |
|          |                  |          |  |  |          |                 |          |   |                 |            |                 |            |   |             |             |                 |             |
|          |                  |          |  |  |          |                 |          |   |                 |            |                 |            |   |             |             |                 |             |
|          |                  |          |  |  |          |                 |          |   |                 |            |                 |            |   |             |             |                 |             |
|          |                  |          |  |  |          |                 |          |   |                 |            |                 |            |   |             |             |                 |             |
|          |                  |          |  |  |          |                 |          | 1 | Connecticut Sun | 1          |                 |            |   |             |             |                 |             |
| 6        | Chicago Sky      | 1        |  |  |          |                 |          |   |                 | 6          | Chicago Sky     | 3          |   |             |             |                 |             |
| 7        | Dallas Wings     | 0        |  |  | 3        | Minnesota Lynx  | 0        |   |                 |            |                 |            |   |             |             |                 |             |
|          |                  |          |  |  | 6        | Chicago Sky     | 1        |   |                 |            |                 |            |   |             |             |                 |             |
|          |                  |          |  |  |          |                 |          |   |                 |            |                 |            | 6 | Chicago Sky | 3           |                 |             |
|          |                  |          |  |  |          |                 |          |   |                 |            |                 |            |   |             | 5           | Phoenix Mercury | 1           |
|          |                  |          |  |  | 4        | Seattle Storm   | 0        |   |                 |            |                 |            |   |             |             |                 |             |
| 5        | Phoenix Mercury  | 1        |  |  | 5        | Phoenix Mercury | 1        |   |                 |            |                 |            |   |             |             |                 |             |
| 8        | New York Liberty | 0        |  |  |          |                 |          | 2 | Las Vegas Aces  | 2          |                 |            |   |             |             |                 |             |
|          |                  |          |  |  |          |                 |          |   |                 | 5          | Phoenix Mercury | 3          |   |             |             |                 |             |
|          |                  |          |  |  |          |                 |          |   |                 |            |                 |            |   |             |             |                 |             |
|          |                  |          |  |  |          |                 |          |   |                 |            |                 |            |   |             |             |                 |             |
|          |                  |          |  |  |          |                 |          |   |                 |            |                 |            |   |             |             |                 |             |

## Auszeichnungen
| Auszeichnung                                | Auszeichnung                                | Auszeichnung                                | Spielerin                        | Mannschaft                            | Bemerkung                         |
| ------------------------------------------- | ------------------------------------------- | ------------------------------------------- | -------------------------------- | ------------------------------------- | --------------------------------- |
| WNBA Finals MVP Award                       | WNBA Finals MVP Award                       | WNBA Finals MVP Award                       | Kahleah Copper                   | Chicago Sky                           | –                                 |
| WNBA Most Valuable Player Award             | WNBA Most Valuable Player Award             | WNBA Most Valuable Player Award             | Jonquel Jones                    | Connecticut Sun                       | 48 von 49 Stimmen                 |
| WNBA Defensive Player of the Year Award     | WNBA Defensive Player of the Year Award     | WNBA Defensive Player of the Year Award     | Sylvia Fowles                    | Minnesota Lynx                        | 31 von 49 Stimmen                 |
| WNBA Most Improved Player Award             | WNBA Most Improved Player Award             | WNBA Most Improved Player Award             | Brionna Jones                    | Connecticut Sun                       | 38 von 49 Stimmen                 |
| WNBA Peak Performer (Punkte)                | WNBA Peak Performer (Punkte)                | WNBA Peak Performer (Punkte)                | Tina Charles                     | Washington Mystics                    | 23,4 Punkte pro Spiel             |
| WNBA Peak Performer (Rebounds)              | WNBA Peak Performer (Rebounds)              | WNBA Peak Performer (Rebounds)              | Jonquel Jones                    | Connecticut Sun                       | 11,2 Rebounds pro Spiel           |
| WNBA Peak Performer (Assists)               | WNBA Peak Performer (Assists)               | WNBA Peak Performer (Assists)               | Courtney Vandersloot             | Chicago Sky                           | 8,6 Assists pro Spiel             |
| WNBA Rookie of the Year Award               | WNBA Rookie of the Year Award               | WNBA Rookie of the Year Award               | Michaela Onyenwere               | New York Liberty                      | 47 von 49 Stimmen                 |
| WNBA Sixth Woman of the Year Award          | WNBA Sixth Woman of the Year Award          | WNBA Sixth Woman of the Year Award          | Kelsey Plum                      | Las Vegas Aces                        | 41 von 49 Stimmen                 |
| Kim Perrot Sportsmanship Award              | Kim Perrot Sportsmanship Award              | Kim Perrot Sportsmanship Award              | Nneka Ogwumike                   | Los Angeles Sparks                    | 19 von 49 Stimmen                 |
| WNBA Coach of the Year Award                | WNBA Coach of the Year Award                | WNBA Coach of the Year Award                | Curt Miller                      | Connecticut Sun                       | 41 von 49 Stimmen                 |
| WNBA Basketball Executive of the Year Award | WNBA Basketball Executive of the Year Award | WNBA Basketball Executive of the Year Award | Dan Padover                      | Las Vegas Aces                        | 9 Stimmen                         |
| Team                                        | Guard                                       | Guard                                       | Forward                          | Forward                               | Center                            |
| All-WNBA First Team                         | Skylar Diggins-Smith (Phoenix Mercury)      | Jewell Loyd (Seattle Storm)                 | Jonquel Jones (Connecticut Sun)  | Breanna Stewart (Seattle Storm)       | Brittney Griner (Phoenix Mercury) |
| All-WNBA Second Team                        | Arike Ogunbowale (Dallas Wings)             | Courtney Vandersloot (Connecticut Sun)      | A’ja Wilson (Las Vegas Aces)     | Tina Charles (Washington Mystics)     | Sylvia Fowles (Minnesota Lynx)    |
| All-Defensive First Team                    | Brittney Sykes (Los Angeles Sparks)         | Briann January (Connecticut Sun)            | Jonquel Jones (Connecticut Sun)  | Brianna Turner (Phoenix Mercury)      | Sylvia Fowles (Minnesota Lynx)    |
| All-Defensive Second Team                   | Jasmine Thomas (Connecticut Sun)            | Ariel Atkins (Washington Mystics)           | Breanna Stewart (Seattle Storm)  | Brionna Jones (Connecticut Sun)       | Brittney Griner (Phoenix Mercury) |
| All-Rookie Team                             | Dana Evans (Chicago Sky)                    | Aari McDonald (Atlanta Dream)               | DiDi Richards (New York Liberty) | Michaela Onyenwere (New York Liberty) | Charli Collier (Dallas Wings)     |